# یوری، استونی
یوری (استونیایی: Jüri) یک منطقهٔ مسکونی در استونی است که در دهستان رائه و در ۱۲ کیلومتری جنوب شرقی تالین واقع شده‌است. یوری ۳٬۴۲۶ نفر جمعیت دارد.